# Umspannwerk Bisamberg

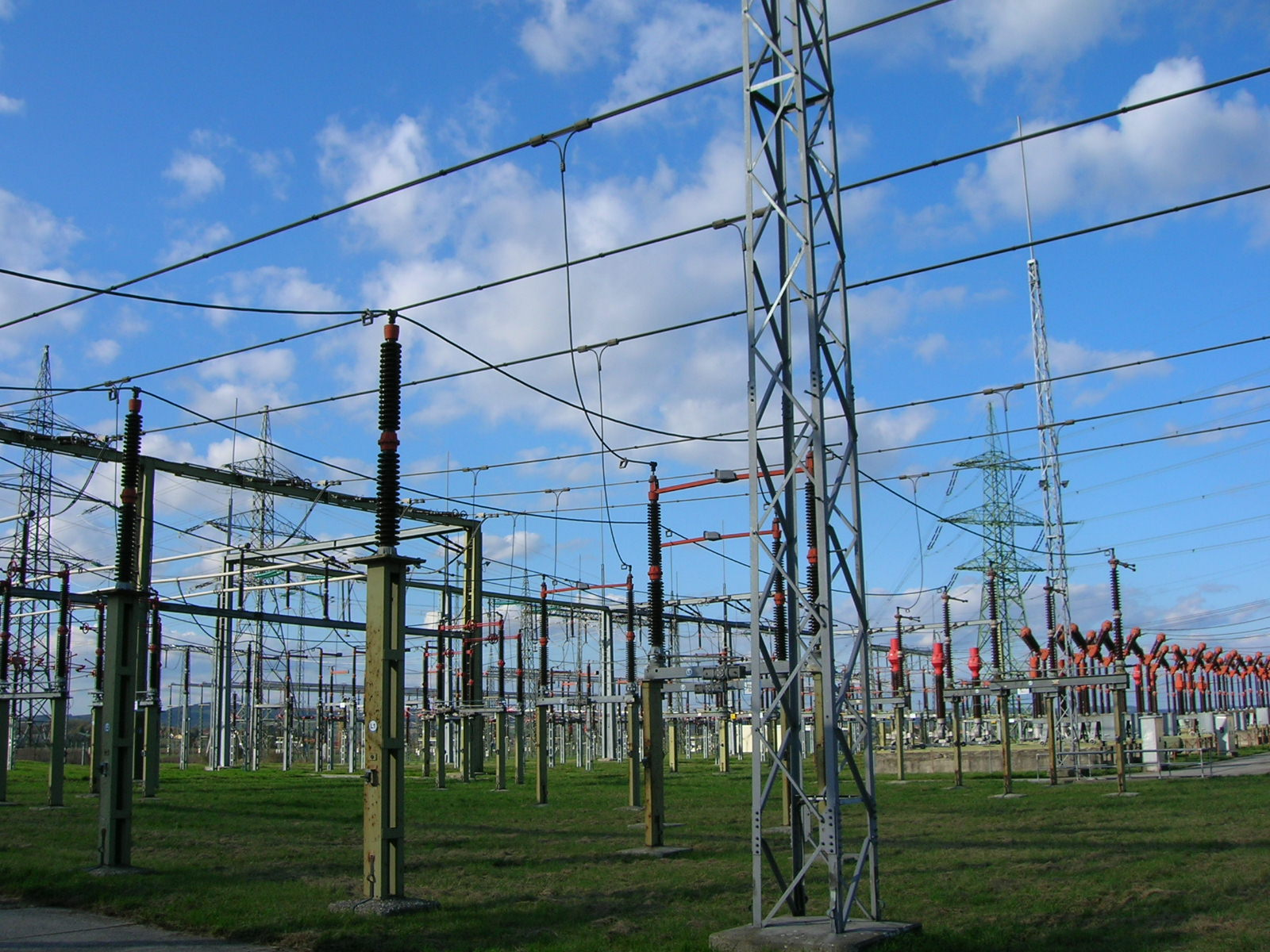
220-kV-Freiluftschaltanlage, Mitte rechts im Hintergrund der erste Mast der 400-kV-Nordeinspeisung nach Wien

Das Umspannwerk Bisamberg ist ein in der niederösterreichischen Gemeinde Stetten gelegenes Umspannwerk, welches von der Austrian Power Grid (APG) betrieben wird und der elektrischen Energieversorgung der Regionen im nördlichen und östlichen Niederösterreich und dem Norden der Bundeshauptstadt Wien dient. Es ist Knotenpunkt im 380-kV-Hochspannungsring und umfasst auf einer Fläche von ca. 19 ha mehrere Freiluftschaltanlagen. Es wurde in den Jahren 1943 bis 1948 errichtet, in den Jahren 1988–90 erweitert und im Jahr 2005 um die Einrichtung für die 400-kV-Nordeinspeisung Wien erweitert.
Im Bereich der Anlage sind Werkstätten und Lagerräume der mobilen Instandhaltungstruppe und der Leitungsmonteure der APG untergebracht. Die Anlage verfügt zudem über ein Betriebsgleis zur Lokalbahn Korneuburg–Hohenau, welches dem Transport der Leistungstransformatoren dient.

## Technische Daten

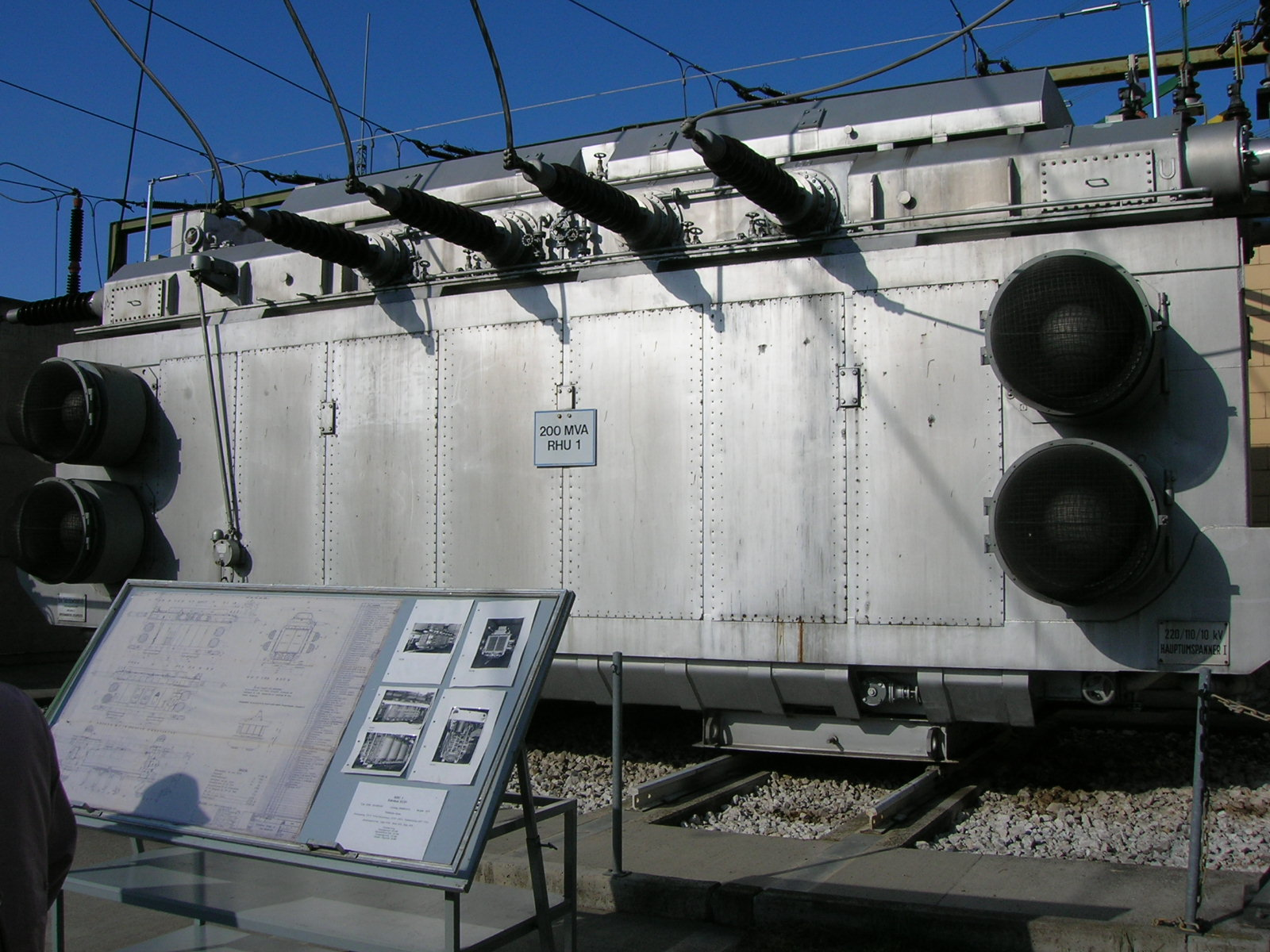
Netzkuppeltransformator zwischen dem 220-/110-kV-Schaltfeld

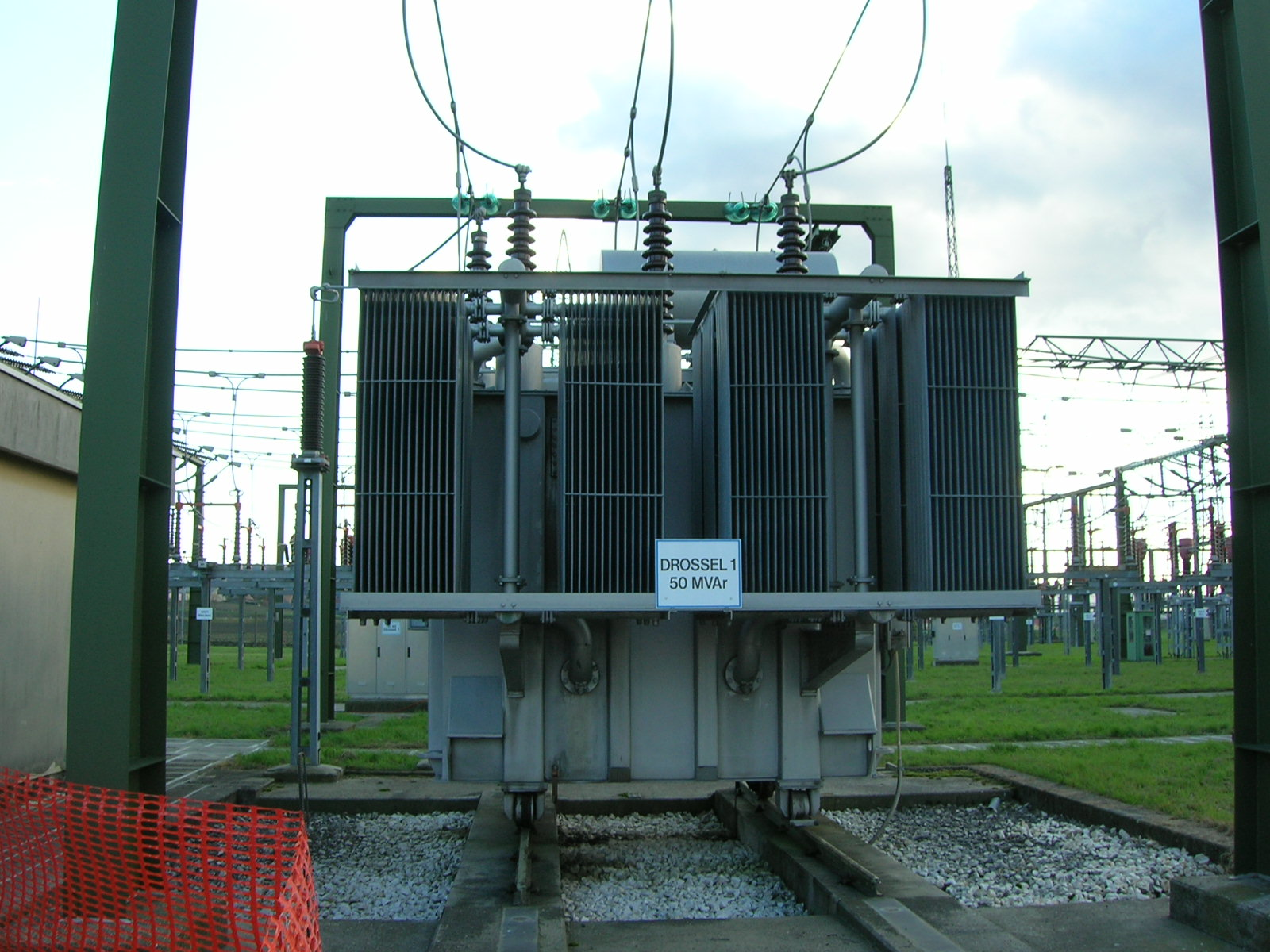
Drosselspule zur Blindleistungskompensation

Im Umspannwerk besteht neben den ausgedehnten Freiluftschaltanlagen für 380 kV, 220 kV und 110 kV seit 2006 eine gasisolierte Schaltanlage für 110 kV. Des Weiteren sind drei Sammelschienen für 380 kV, zwei Sammelschienen für 220 kV, welche die Verbindungsleitungen zu den Donaukraftwerken bilden, und drei Sammelschienen für 110 kV vorhanden.
Zwischen der 220-kV- und der 110-kV-Ebene sind fünf Netzkuppeltransformatoren mit einer Gesamtleistung von 1020 MVA installiert. Zur statischen Blindleistungskompensation auf der 110-kV-Ebene stehen je eine Drosselspule und Kondensatorbatterie mit je 50 Mvar zur Verfügung. Des Weiteren befinden sich auf dem Gelände so genannte Erdschlusslöschspulen zur Erdschlusskompensation.

## Leitungen
Vom bzw. zum Umspannwerk Bisamberg führen unter anderem folgende Hochspannungsleitungen:
- 380-kV-Leitungen zum Umspannwerk Dürnrohr, zum Umspannwerk Sarasdorf und die 400-kV-Nordeinspeisung zum Umspannwerk Wien-Nord
- 220-kV-Leitungen zum  Kraftwerk Greifenstein, zum Umspannwerk Dürnrohr, zum Umspannwerk Wien-Südost und zu dem tschechischen Umspannwerk Sokolnice. Im Unterschied zur 380-kV-Verbindung Dürnrohr-Slavetice konnte vor der Synchronisation des österreichischen und des tschechischen Stromnetzes über diese Leitung nur im Richtbetrieb Energie ausgetauscht werden.
- 110-kV-Leitungen zu Umspannwerken in Korneuburg, Stockerau, Eibesbrunn, Bockfließ, Gänserndorf, Mistelbach und in die Lobau in Wien zur regionalen Stromversorgung und Einspeisung der Windkraftanlagen im Weinviertel.